# Ludwig Gerdes
Ludwig „Lutz“ Gerdes (* 1. August 1928 in Rheine; † 12. Dezember 2017) war ein deutscher Fußballspieler.

## Werdegang
Der Stürmer Ludwig Gerdes begann seine Karriere bei Borussia Rheine und wechselte im Sommer 1951 zum VfL Osnabrück und wurde ein Jahr später Vizemeister der seinerzeit erstklassigen Oberliga Nord hinter dem Hamburger SV. Gleichzeitig wechselte Gerdes zu Schwarz-Weiß Essen in die Oberliga West, bevor er 1953 zum VfR Kirn in die Oberliga Südwest weiterzog. In Kirn blieb er nur ein Jahr und kehrte 1954 zu seinem Heimatverein Borussia Rheine zurück, mit dem er in die Landesliga Westfalen aufstieg. In der Saison 1955/56 spielte Gerdes nochmal für den VfL Osnabrück, bevor er ab 1956 seine Karriere bei Raspo Osnabrück ausklingen ließ. Ludwig Gerdes absolvierte insgesamt 55 Oberligaspiele, in denen er 23 Tore erzielte. Später war er noch als Trainer aktiv, unter anderem bei Sportfreunde Lotte.